# Championnats d'Europe de cross-country 2012
Navigation
Velenje 2011 Belgarde 2013
Les 19e Championnats d'Europe de cross-country (en anglais: 19th SPAR European Cross Country Championships) se déroulent le 9 décembre 2012 à Szentendre, en banlieue de Budapest, en Hongrie.

## Compétition
Les Championnats d'Europe de cross-country comprennent six épreuves au total. Les distances varient en fonction de la catégorie (Seniors, Espoirs, Juniors) et du sexe (Hommes, Femmes).
| Catégorie | Hommes   | Femmes  |
| --------- | -------- | ------- |
| Seniors   | 10 000 m | 8 000 m |
| Espoirs   | 8 000 m  | 6 000 m |
| Juniors   | 6 000 m  | 4 000 m |

## Résultats

### Seniors

#### Hommes

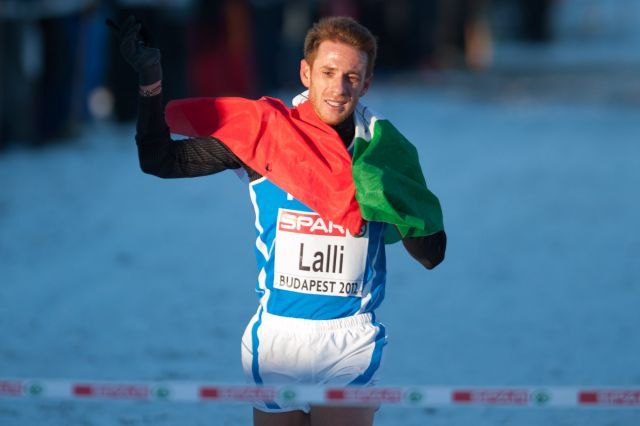
L'Italien Andrea Lalli remporte l'épreuve individuelle senior

| Rang | Athlète             | Pays        | Temps       |
| ---- | ------------------- | ----------- | ----------- |
|      | Andrea Lalli        | Italie      | 30 min 01 s |
|      | Hassan Chahdi       | France      | 30 min 11 s |
|      | Daniele Meucci      | Italie      | 30 min 13 s |
| 4    | Thomas Farrell      | Royaume-Uni | 30 min 14 s |
| 5    | Carles Castillejo   | Espagne     | 30 min 14 s |
| 6    | Ayad Lamdassem      | Espagne     | 30 min 14 s |
| 7    | Polat Kemboi Arıkan | Turquie     | 30 min 21 s |
| 8    | Javier Guerra       | Espagne     | 30 min 22 s |
| 9    | Bashir Abdi         | Belgique    | 30 min 26 s |
| 10   | Steve Vernon        | Royaume-Uni | 30 min 28 s |

| Rang | Pays                                                                                             | Points  |
| ---- | ------------------------------------------------------------------------------------------------ | ------- |
|      | Espagne Carles Castillejo Ayad Lamdassem Javier Guerra Juan Carlos Higuero Antonio David Jiménez | 35 pts  |
|      | Royaume-Uni Thomas Farrell Steve Vernon Jonathan Taylor Andy Vernon Tom Humphries                | 38 pts  |
|      | Italie Andrea Lalli Daniele Meucci Gabriele De Nard Patrick Nasti Alex Baldaccini                | 63 pts  |
| 4    | France                                                                                           | 86 pts  |
| 5    | Ukraine                                                                                          | 119 pts |
| 6    | Turquie                                                                                          | 128 pts |
| 7    | Irlande                                                                                          | 131 pts |
| 8    | Pays-Bas                                                                                         | 149 pts |
| 9    | Norvège                                                                                          | 153 pts |
| 10   | Danemark                                                                                         | 184 pts |

#### Femmes
| Rang | Athlète                | Pays     | Temps       |
| ---- | ---------------------- | -------- | ----------- |
|      | Fionnuala Britton      | Irlande  | 27 min 45 s |
|      | Ana Dulce Félix        | Portugal | 27 min 47 s |
|      | Adriënne Herzog        | Pays-Bas | 27 min 48 s |
| 4    | Almensh Belete         | Belgique | 27 min 54 s |
| 5    | Laurane Picoche        | France   | 27 min 55 s |
| 6    | Sophie Duarte          | France   | 27 min 55 s |
| 7    | Nadia Ejjafini         | Italie   | 27 min 59 s |
| 8    | Linda Byrne            | Irlande  | 28 min 17 s |
| 9    | Lisa Christina Stiblic | Croatie  | 28 min 18 s |
| 10   | Diana Martin           | Espagne  | 28 min 19 s |

| Rang | Pays                                                                                            | Points  |
| ---- | ----------------------------------------------------------------------------------------------- | ------- |
|      | Irlande Fionnuala Britton Linda Byrne Ava Hutchinson Lizzie Lee Sarah McCormack                 | 52 pts  |
|      | France Laurane Picoche Sophie Duarte Christine Bardelle Magali Aureille-Bernard Maryline Pellen | 52 pts  |
|      | Royaume-Uni Louise Damen Caryl Jones Rosie Smith Elle Baker Katrina Wootton                     | 60 pts  |
| 4    | Espagne                                                                                         | 73 pts  |
| 5    | Italie                                                                                          | 82 pts  |
| 6    | Portugal                                                                                        | 91 pts  |
| 7    | Bosnie-Herzégovine                                                                              | 207 pts |

### Espoirs

#### Hommes
| Rang | Athlète             | Pays        | Temps       |
| ---- | ------------------- | ----------- | ----------- |
|      | Henrik Ingebrigtsen | Norvège     | 24 min 30 s |
|      | Soufiane Bouchikhi  | Belgique    | 24 min 40 s |
|      | James Wilkinson     | Royaume-Uni | 24 min 43 s |

| Rang | Pays        | Points    |
| ---- | ----------- | --------- |
|      | France      | 50 points |
|      | Espagne     | 59 points |
|      | Royaume-Uni | 80 points |

#### Femmes
| Rang | Athlète            | Pays        | Temps       |
| ---- | ------------------ | ----------- | ----------- |
|      | Jess Coulson       | Royaume-Uni | 20 min 40 s |
|      | Lioudmila Lebedeva | Russie      | 20 min 49 s |
|      | Clémence Calvin    | France      | 20 min 52 s |

| Rang | Pays        | Points    |
| ---- | ----------- | --------- |
|      | Russie      | 27 points |
|      | Royaume-Uni | 33 points |
|      | Allemagne   | 84 points |

### Juniors

#### Hommes
| Rang | Athlète              | Pays        | Temps       |
| ---- | -------------------- | ----------- | ----------- |
|      | Szymon Kulka         | Pologne     | 18 min 43 s |
|      | Mitko Rumenov Tsenov | Bulgarie    | 18 min 47 s |
|      | Kieran Clements      | Royaume-Uni | 18 min 57 s |

| Rang | Pays        | Points    |
| ---- | ----------- | --------- |
|      | Russie      | 50 points |
|      | France      | 51 points |
|      | Royaume-Uni | 54 points |

#### Femmes
| Rang | Athlète        | Pays        | Temps       |
| ---- | -------------- | ----------- | ----------- |
|      | Amela Terzic   | Serbie      | 13 min 29 s |
|      | Emelia Gorecka | Royaume-Uni | 13 min 37 s |
|      | Maya Rehberg   | Allemagne   | 13 min 43 s |

| Rang | Pays        | Points     |
| ---- | ----------- | ---------- |
|      | Royaume-Uni | 28 points  |
|      | Allemagne   | 106 points |
|      | Russie      | 111 points |

## Tableau des médailles
| Rang  | Nation      | Or | Argent | Bronze | Total |
| ----- | ----------- | -- | ------ | ------ | ----- |
| 1     | Royaume-Uni | 1  | 1      | 2      | 4     |
| 2     | Italie      | 1  | 0      | 1      | 2     |
| 3     | Norvège     | 1  | 0      | 0      | 1     |
| 3     | Pologne     | 1  | 0      | 0      | 1     |
| 3     | Serbie      | 1  | 0      | 0      | 1     |
| 6     | France      | 0  | 1      | 1      | 2     |
| 7     | Russie      | 0  | 1      | 0      | 1     |
| 7     | Portugal    | 0  | 1      | 0      | 1     |
| 7     | Belgique    | 0  | 1      | 0      | 1     |
| 7     | Bulgarie    | 0  | 1      | 0      | 1     |
| 11    | Allemagne   | 0  | 0      | 1      | 1     |
| 11    | Pays-Bas    | 0  | 0      | 1      | 1     |
| TOTAL | TOTAL       | 5  | 6      | 6      | 17    |